# Johnson City, Kansas
Johnson City là một thành phố thuộc quận Stanton, tiểu bang Kansas, Hoa Kỳ. Năm 2010, dân số của xã này là 1495 người.

## Dân số
Dân số các năm:
- Năm 2000: 1528 người
- Năm 2010: 1495 người